# Ea (cidade)

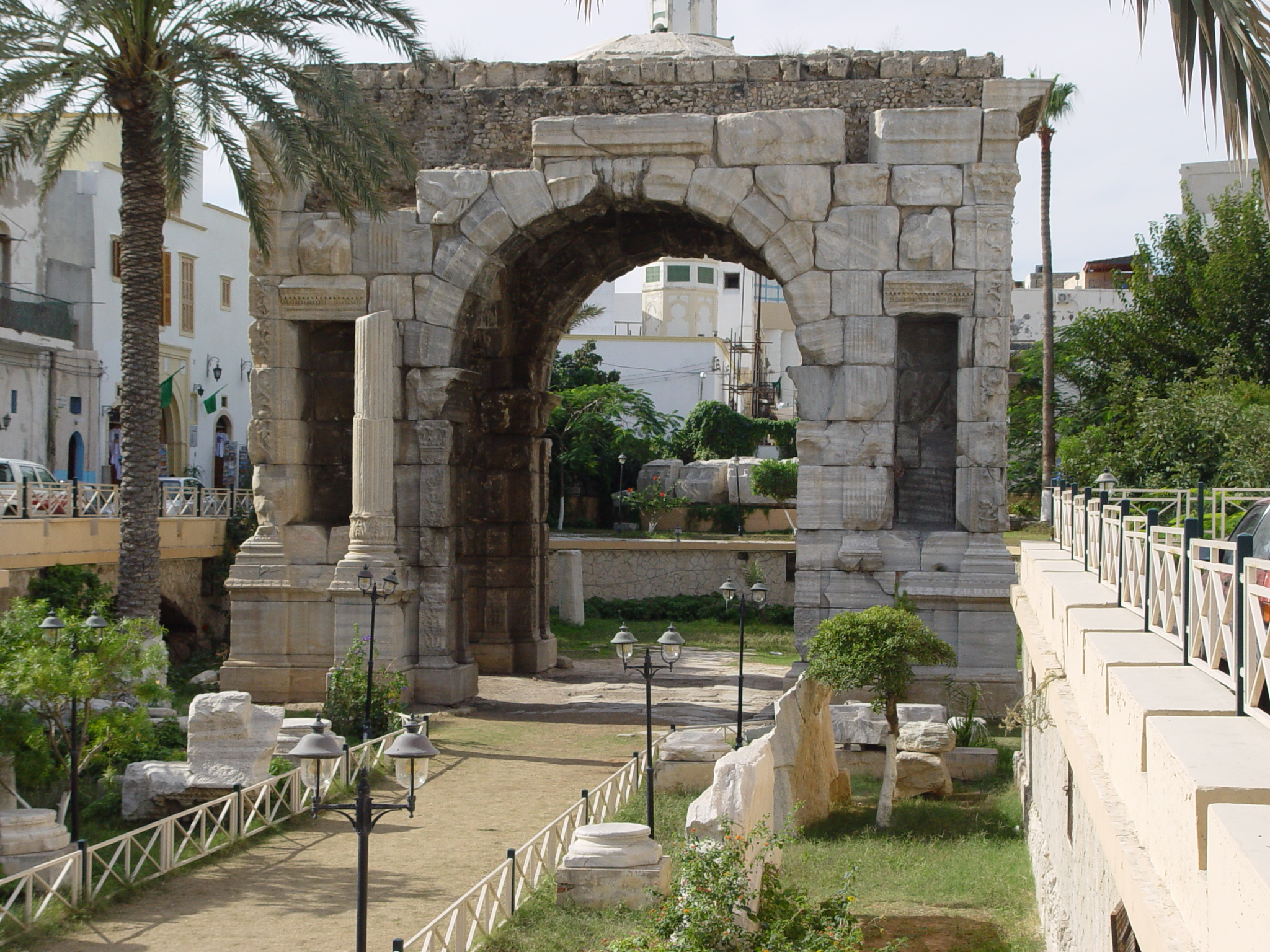
Arco de Marco Aurélio em Trípoli, Líbia, edificado no ano 163 da Era Comum

Ea (em latim: Oea) foi uma antiga cidade na atual Trípoli, Líbia. Foi fundada pelos fenícios no século VII a.C. que lhe deram o nome de Libyco-Berber Oyat e mais tarde tornou-se uma colônia romano – berbere. Como parte da província romana da África Nova, Ea e os arredores da Tripolitânia eram prósperos. Ela atingiu seu auge nos séculos II e III d.C, quando a cidade viveu uma idade de ouro sob a dinastia Severa na vizinha Léptis Magna.